# Anilios wiedii
Anilios wiedii är en ormart som beskrevs av Peters 1867. Anilios wiedii ingår i släktet Anilios och familjen maskormar. Inga underarter finns listade i Catalogue of Life.
Denna orm förekommer i sydöstra Queensland och i nordöstra New South Wales i Australien. Den lever i savanner och i öppna skogar. Hönor lägger ägg.
För beståndet är inga hot kända och utbredningsområdet är stort. IUCN listar arten som livskraftig (LC).